# Festival narečnih popevk 2003
34. festival narečnih popevk je potekal v soboto, 18. oktobra 2003, v Studiu 1 Televizije Slovenija v Ljubljani. Prireditev je prvič v zgodovini potekala izven Maribora, saj organizatorja Radio Maribor in agencija Videoton Geržina nista mogla uskladiti prostega termina radijskega orkestra in mariborskih dvoran, tako da jima ni preostalo drugega kot festival preseliti v Ljubljano. Ponovno ga je vodil Jure Ivanušič kot Šašlek. V tekmovalnem delu je nastopilo 15 izvajalcev ob spremljavi Big Banda RTV Slovenija pod dirigentsko taktirko Lojzeta Krajnčana:
| #   | Izvajalec                              | Naslov pesmi                 | Avtor glasbe     | Avtor besedila            | Avtor aranžmaja |
| --- | -------------------------------------- | ---------------------------- | ---------------- | ------------------------- | --------------- |
| 1.  | Rudi Šantl in ansambel Marjana Hercega | Da dul padeš                 | Boris Rošker     | Vinko Šimek               | Lojze Krajnčan  |
| 2.  | Pepel in kri                           | Lisička in lisjak            | Edvin Fliser     | Metka Ravnjak Jauk        | Patrik Greblo   |
| 3.  | Marijana Mlinar                        | Fajrant                      | M. Mlinar        | Milan Kamnik              | Dečo Žgur       |
| 4.  | Ansambel Štrk                          | Gremo f toplice              | Emil Glavnik     | Emil Glavnik, Marko Kočar | Lojze Krajnčan  |
| 5.  | Milan Kamnik                           | Tiha voda vejke grabne dieva | Milan Kamnik     | Milan Kamnik              | Marjan Golob    |
| 6.  | Jože Kobler                            | Pesem v zahvalo              | Edvin Fliser     | Srečko Niedorfer          | Milan Ferlež    |
| 7.  | Anita Zore in Nočna izmena             | Jure je tu                   | Boris Rošker     | Metka Ravnjak Jauk        | Lojze Krajnčan  |
| 8.  | Ansambel Modrijani                     | Moje dekle                   | Igor Podpečan    | Janez Hvale               | Igor Podpečan   |
| 9.  | Ansambel Vita                          | Vuržah je l'bez'n            | Tomaž Slapar     | Franc Ankerst             | Klemen Repe     |
| 10. | Anja Burnik s prijatelji               | Punce, punce                 | Anja Burnik      | Franc Ankerst             | Milan Ferlež    |
| 11. | Halgato band                           | Skuza                        | Milan Ostojić    | Feri Lainšček             | Grega Forjanič  |
| 12. | Ansambel Ekart                         | Ki so toti zlati cajti       | Damijan Kolarič  | Barbara Kolarič           | Milan Ferlež    |
| 13. | Folkrola                               | Tumasti Ožbi                 | Samo Javornik    | Samo Javornik             | Lojze Krajnčan  |
| 14. | Skupina Plamen                         | Osmica je vsega kriva        | Danilo Kocjančič | Boris Devetak             | Patrik Greblo   |
| 15. | Ansambel Dinamika                      | Tota pesen prleška           | Ivo Mojzer       | Franc Gorza - Taci        | Grega Forjanič  |

### Nagrade
Najboljša skladba po izboru občinstva (televoting − prvič v zgodovini festivala)
- Moje dekle (Igor Podpečan/Janez Hvale) − Modrijani

| Mesto              | 1.                   | 2.                           | 3.                   |
| ------------------ | -------------------- | ---------------------------- | -------------------- |
| Izvajalec in pesem | Modrijani Moje dekle | Plamen Osmica je vsega kriva | Štrk Gremo f toplice |

Najboljša skladba po izboru strokovne komisije
- Skuza (Milan Ostojić/Feri Lainšček/Grega Forjanič) – Halgato Band

Nagrade za najboljša besedila
- 1. nagrada: Feri Lainšček za Skuza (Halgato Band)
- 2. nagrada: Metka Ravnjak Jauk za Jure je tu (Anita Zore & Nočna izmena)
- 3. nagrada: Srečko Niedorfer za Pesem v zahvalo (Jože Kobler)